# PKB nominalny
Produkt krajowy brutto nominalny, także PKB nominalny (ang. nominal gross domestic product, nominal GDP) – łączna wartość dóbr i usług wytworzonych w danym państwie, obliczona według bieżącej wartości pieniądza. 
Na PKB nominalny ma wpływ zmiana cen bieżących (inflacja i deflacja). Wartość produkcji wyrażona jest w cenach obowiązujących w okresie, kiedy ta produkcja została wytworzona.